# Moritz Leitner
Moritz Leitner (8 de desembre de 1992) és un futbolista professional alemany que juga com a centrecampista pel Norwich City FC. Va jugar anteriorment amb el Borussia Dortmund, el 1860 Munich, el FC Augsburg i la SS Lazio. Ha sigut convocat amb seleccions sub d'Alemanya i Àustria.